# Hemiparasita
Predefinição:Info/Conceito
Hemiparasita (do ἡμι- hēmi, “meio, metade” + παράσιτος parasitos, “aquele que come à mesa de outro”) designa um organismo que depende apenas parcialmente do seu hospedeiro. Ao contrário dos holoparasitas — totalmente dependentes — o hemiparasita possui autonomia metabólica suficiente para sobreviver (às vezes completar o ciclo de vida inteiro) sem a conexão parasítica.

## Definição geral
Em sentido amplo, o termo aplica-se a qualquer organismo que alterne fases livres e parasíticas, retirando apenas parte dos seus recursos do hospedeiro.

## Hemiparasitas em botânica

### Fisiologia
Plantas hemiparasitas conectam-se principalmente ao xilema do hospedeiro por meio de haustórios, extraindo água e sais minerais; o carbono orgânico transferido varia conforme a espécie e pode exceder 50 % do total assimilado.

### Exemplos vegetais
- Viscum album – hemiparasita obrigatório de caule.
- Rhinanthus minor – facultativo de raiz em pastagens temperadas.
- Castilleja spp. – hemiparasitas norte-americanos.
- Striga spp. – pragas severas em cereais africanos.[4]

### Impactos ecológicos
Hemiparasitas vegetais modulam estrutura comunitária, ciclagem de nutrientes e diversidades vegetal e animal, criando clareiras que favorecem outras espécies.

### Hemiparasita × Holoparasita (plantas)
| Característica | Hemiparasita          | Holoparasita    |
| -------------- | --------------------- | --------------- |
| Fotossíntese   | Presente (parcial)    | Ausente         |
| Tecido atacado | Principalmente xilema | Xilema e floema |
| Dependência    | Parcial               | Total           |
| Exemplo        | Viscum album          | Cuscuta spp.    |

## Hemiparasitismo funcional em insetos
Embora o termo seja tradicionalmente botânico, diversos insetos sugadores (ordem Hemiptera e Thysanoptera) exibem **parasitismo nutricional parcial** análogo — alimentam-se de fluidos de organismos vivos, mas mantêm fase de vida livre ou capacidade de dispersão.
| Grupo                                                         | Estágio parasítico principal                                | Estágio livre/autônomo                                            | Classificação funcional         | Referência |
| ------------------------------------------------------------- | ----------------------------------------------------------- | ----------------------------------------------------------------- | ------------------------------- | ---------- |
| **Cigarras** (Cicadidae)                                      | Ninfas subterrâneas sugam seiva de xilema radicular         | Adultos alados, vida curta e sem alimentação sanguínea/parasítica | Hemiparasita funcional (planta) | [ 6 ]      |
| **Pulgões** (Aphididae)                                       | Todos os estágios sugam seiva de floema                     | Fases aladas dispersivas; alternam hospedeiros                    | Hemiparasita funcional (planta) | [ 7 ]      |
| **Trips** (Thysanoptera)                                      | Larvas e adultos perfuram células vegetais e sugam conteúdo | Vivem livres na superfície foliar                                 | Hemiparasita funcional (planta) | [ 8 ]      |
| **Percevejo-barbeiro fitófago** (Coreidae: Leptoglossus spp.) | Suga seiva e sementes de inúmeras plantas                   | Adultos móveis, vida livre                                        | Hemiparasita funcional (planta) | [ 9 ]      |
| **Percevejo-barbeiro hematófago** (Reduviidae: Triatominae)   | Todas as fases sugam sangue de vertebrados                  | Nenhuma fase livre de parasitismo                                 | Holoparasita animal (contraste) | [ 10 ]     |

Esses exemplos mostram que, no reino animal, o conceito é **funcional e ecológico**, descrevendo insetos que retiram parte — e não a totalidade — de suas necessidades energéticas diretamente de um hospedeiro vivo.

## Hemiparasitas em fungos, protistas e outros
- Fungos facultativos — Botrytis cinerea alterna saprofagia e parasitismo em tecidos vegetais.[11]
- Protistas oportunistas — espécies de Acanthamoeba vivem livres em água doce, podendo infectar humanos.
- Metazoários dípteros — larvas de certas moscas de miíase facultativa desenvolvem-se em tecidos animais ou matéria orgânica morta.

## Importância aplicada
Na agricultura, hemiparasitas vegetais (Striga) e insetos sugadores (pulgões, trips, percevejos fitófagos) causam perdas econômicas significativas; compreender seu parasitismo parcial é crucial para estratégias de manejo integrado. Por outro lado, alguns hemiparasitas vegetais atuam como “engenheiros do ecossistema”, aumentando a heterogeneidade ambiental.